# Kedaro
Kedaro is een bestuurslaag in het regentschap West-Lombok van de provincie West-Nusa Tenggara, Indonesië. Kedaro telt 5646 inwoners (volkstelling 2010).